# Josep Picanyol
Josep Picanyol (Barcelona, ca. 1700 - Madrid, ca. 1757) va ser prevere, mestre de capella i compositor català

## Vida
Es desconeixen la major part d'aspectes rellevants pel que fa a la vida de Josep Picanyol. Probablement es formà a la catedral de Barcelona amb Francesc Valls i Galan. Reemplaçà Tomàs Milans i Godayol en la direcció de la capella de música del Palau de la Comtessa (a l'octubre del 1714, i on tingué de deixeble a Josep Masvasí), i posteriorment prengué el relleu del mestre Francesc Valls a la catedral barcelonina, el 4 de març de l'any 1726. El 1736 va deixar la capella de la catedral en mans de Josep Pujol per traslladar-se a Madrid, on el 1747 -segons Pedrell- ocupava el magisteri musical del convent de las Descalzas Reales, en substitució de l'italià Francesco Coradini. El mateix 1747 semblà que passà a ser mestre de capella de l'església del Carme de Tarragona.

## Estil i obra
Autor format en la darrera etapa del Barroc però que ja anunciava una estilística i forma preclàssica. Gran part dels seus tonos són en realitat cantates (amb el característic esquema recitatiu-ària, o amb alguna introspecció d'elements tradicionals com les cobles), i també en els villancets afegia, al costat de tornades i cobles, la nova forma d'ària i recitatiu. També tenia un gran domini quant a música instrumental, especialment en la corda. És autor de la Traslación de la arca del testamento (1729), un dels primers oratoris estrenats a l'església de Sant Felip Neri de Barcelona.
Es conserva gran part de la seva producció musical de l'etapa barcelonina (motets, misereres, una vintena d'oratoris, cantates, villancets, tonos i un Stabat Mater) però gran part de la seva obra es troba repartida en diversos arxius. Higini Anglès cita la presència d'obres de Picanyol a Cordoba i Mèxic. Es conserven composicions seves a la Biblioteca de Catalunya, moltes procedents de la catedral de Barcelona (i algunes d'elles digitalitzades), al fons musicals TarC (Fons de la catedral de Tarragona), SEO (Fons de l'església parroquial de Sant Esteve d'Olot) i CMar (Fons de l'església parroquial de Sant Pere i Sant Pau de Canet de Mar.

### Obres
Selecció d'obres:
- Cantata a Nuestro Señor, con violines
- Cantata con violines y flautas a San Cayetano
- Goigs de Nostra Señora de la Mercé, per a cor, 2 baixos continus i baix continu xifrat
- In festo Sancti Raymundi de Peñafort Confes., responsori per a 8 veus en dos cors, 2 violins, 2 oboès, orgue i baix continu
- Magnificat a 8. 4o. tono Con Violis., per a 2 cors, 2 violins, baix continu i orgue xifrats (l'exemplar, conservat a la Biblioteca de Catalunya, du la indicació "Serveix per el Dia de la Comemoracio dels Difunts a dintra y ha el Requiem")
- Missa a 5 voces, per a veu i orgue
- Missa Ave Regina Cælorum con violines, a 8 veus
- Rosari á 4
- Tedeum Laudamus, a 5 violines rapienos
- Tono Solo al Divino
- Tono á solo al Santissimo Sacramento
- Villancico a 9, al Santísimo Sacramento con violines: A la excelsa ciudad de Sión («exemplar manuscrit digitalitzat».)
- Villancico a 9, con violines, a Nuestra Señora: Aprissa esforzados («exemplar manuscrit digitalitzat».)

Oratoris
- Amore consurgens (1732)
- Carmelo prodigioso (1727)
- El desierto en poblado (1730)
- Judith triunfante (1735)
- El macabeo (1731)
- Pues muera el imperio. La culpa del hombre
- El sacramento del amor
- Traslación de la Arca del Testamento (1729)
- La triunfante Debora (1733)
- El triunfo del pecado (1730)
- La valiente Judith (1734)